# إيفان م. هافيل
إيفان ميلوس هافيل (11 أكتوبر 1938 - 25 أبريل 2021) عالم وفيلسوف تشيكي. كان شقيق الرئيس فاتسلاف هافيل، وكان معه أحد مؤسسي المنتدى المدني.
في السنوات 1990-2019 كان رئيس تحرير فيسمير.
في جائزة مشتركة لعام 2019/2020 احتفالاً بالذكرى الثلاثين لسقوط الشيوعية، حصل هافل على جائزة هانو آر إيلينبوجن للمواطنة مع إيفان تشفاتيك وهانس ديتريش جينشر وماركوس ميكل من قبل جمعية براغ وماركوس ميكل ومؤسسة لوحة العالمية.